# Prix Ars Electronica
De Prix Ars Electronica is een prijs die sinds 1987 toegekend wordt door Ars Electronica (Linz, Oostenrijk) voor bijdragen aan de elektronische kunst, interactieve kunst en computeranimatie.
De "Golden Nica" wordt jaarlijks in een aantal categorieën uitgereikt. Het komt voor dat de prijs in een jaar niet wordt uitgereikt. In 2004 werd de categorie "Digital Communities" geïntroduceerd. Bij de prijs hoort een geldsom ter waarde van 10.000 euro.

## "Golden Nica" winnaars

### Digitale muziek
Deze categorie is voor hen die elektronische muziek en geluidskunst maken aan de hand van digitale middelen. Van 1987 tot 1998 was de categorie gekend als "Computermuziek". In 1987 werden er twee prijzen uitgereikt, in 1990 geen en in 1991 werd de categorie weggelaten.
- 1987 - Peter Gabriel en Jean-Claude Risset
- 1988 - Denis Smalley
- 1989 - Kaija Saariaho
- 1990 - geen
- 1991 - dit jaar werd deze categorie weggelaten
- 1992 - Alejandro Viñao
- 1993 - Bernard Parmegiani
- 1994 - Ludger Brümmer
- 1995 - Trevor Wishart
- 1996 - Robert Normandeau
- 1997 - Matt Heckert
- 1998 - Peter Bosch en Simone Simons (gezamenlijk)
- 1999 - Aphex Twin (Richard D. James) en Chris Cunningham (gezamenlijk)
- 2000 - Carsten Nicolai
- 2001 - Ryoji Ikeda
- 2002 - Yasunao Tone
- 2003 - Ami Yoshida, Sachiko M en Utah Kawasaki (gezamenlijk)
- 2004 - Thomas Köner
- 2005 - Amacher Maryanne
- 2006 – L’île re-sonante von Éliane Radigue
- 2007 – Reverse Simulation Music van Masahiro Miwa (
- 2008 – Reactable von Sergi Jordà , Martin Kaltenbrunner , Günter Geiger en Marcos Alonso
- 2009 – Speeds of Time versions 1 and 2 van Bill Fontana
- 2010 – rheo: 5 horizons van Ryoichi Kurokawa
- 2011 – Energy Field van Jana Winderen
- 2012 – Crystal Sounds of a Synchrotron van Jo Thomas
- 2013 – frequencies (a) van Nicolas Bernier
- 2015 – Chijikinkutsu van Nelo Akamatsu

### Interactieve kunst
Deze categorie bestaat sinds 1990 en slaat op meerdere vormen van kunst, zoals installaties, performances, deelname van het publiek, virtual reality, multimedia en telecommunicatie.
De jury baseert zich op criteria zoals de vorm van interactie, het ontwerp van de interface, nieuwe toepassingen, technische innovaties, originaliteit en de significante rol van de computer.
- 1990 - "Videoplace," installatie door Myron Krueger
- 1991 - "Think About the People Now," project door Paul Sermon
- 1992 - "Home of the Brain," installatie door Monika Fleischmann en Wolfgang Strauss
- 1993 - "Simulationsraum-Mosaik mobiler Datenklänge (smdk)," installatie door Knowbotic Research
- 1994 - "A-Volve," omgeving door Christa Sommerer en Laurent Mignonneau
- 1995 - het concept van Hypertext, toegeschreven aan Tim Berners-Lee
- 1996 - "Global Interior Project," installatie door Masaki Fujihata
- 1997 - "Music Plays Images X Images Play Music," concert door Ryuichi Sakamoto en Toshio Iwai
- 1998 - "World Skin," installatie door Jean-Baptiste Barrière en Maurice Benayoun
- 1999 - "Difference Engine #3" door construct en Lynn Hershman
- 2000 - "Vectorial Elevation, Relational Architecture #4," installatie door Rafael Lozano-Hemmer
- 2001 - "polar," installatie door Carsten Nicolai en Marko Peljhan
- 2002 - "n-cha(n)t," installatie door David Rokeby
- 2003 - "Can You See Me Now," spel door Blast Theory en Mixed Reality Lab
- 2004 - "Listening Post?", installatie door Ben Rubin en Mark Hansen
- 2005 - "MILKproject", installatie door Esther Polak, Ieva Auzina en RIXC
- 2006 – "The Messenger",  van Paul DeMarinis
- 2007 – "Park View Hotel" van Ashok Sukumaran
- 2008 – "Image Fulgurator" van Julius von Bismarck
- 2009 – "Nemo Observatorium" van Lawrence Malstaf
- 2010 – "The EyeWriter" van Zach Lieberman , James Powderly, Tony Quan, Evan Roth, Chris Sugrue en Theo Watson
- 2011 – "Newstweek" van Julian Oliver en Danja Vasiliev
- 2012 – "Memopol-2" van Timo Toots
- 2013 – "Pendulum Choir" van Michel Décosterd en André Décosterd
- 2014 – "Loophole for All" van Paolo Cirio

### Internetgerelateerde categorieën
In de categorieën "World Wide Web" (1995 tot 1996) en ".net" (1997 tot 2000) werden online projecten bekroond, waarbij er rekening gehouden werd met criteria zoals gemeenschapsoriëntatie, identiteit en interactiviteit. In 2001 werd de categorie uitgebreid en hernoemd naar "Net Vision / Net Excellence". De prijs wordt nu uitgereikt voor innovatie in het online medium.

#### World Wide Web
- 1995 - "Idea Futures" door Robin Hanson
- 1996 - "The Hijack project" door etoy

#### .net
- 1997 - "Sensorium" door Taos Project
- 1998 - "IO_Dencies Questioning Urbanity" door Knowbotic Research
- 1999 - Linux door Linus Torvalds
- 2000 - In the Beginning...was the Command Line (fragmenten) door Neal Stephenson

#### Net Vision / Net Excellence
- 2001 - "Banja" door Team cHmAn en "PrayStation" door Joshua Davis
- 2002 - "Carnivore" door Radical Software Group en "They Rule" door Josh On en Futurefarmers
- 2003 - "Habbo Hotel" door Sulake Labs Oy en "Noderunner" door Yury Gitman en Carlos J. Gomez de Llarena
- 2004 - Creative Commons
- 2005 - "Processing" door Benjamin Fry en Casey Reas.

### Digitale gemeenschappen
Deze categorie werd voor het eerst uitgereikt in 2004 met steun van SAP om het 25-jarige bestaan van Ars Electronica te vieren. Er werd een aparte ceremonie in New York gehouden twee maanden voor de grote ceremonie. Er werden twee Golden Nica's uitgereikt.
- 2004 - Wikipedia en The World Starts With Me
- 2005 - AKSHAYA
- 2007 - Women on Web door Mediamatic